# Велокросс
Велокросс (англ. Cyclo-cross) — велогонки с препятствиями. Для велокросса разработаны специальные велосипеды. 
Технически — это одна из самых сложных и «тихоходных» велогоночных дисциплин (средняя скорость кроссменов составляет около 20 км/ч).
Спортсменам, как правило, надо несколько раз преодолеть кольцевой маршрут (от 2,5 до 3,5 км) по открытой местности и лесным участкам с препятствиями в виде бродов, грязи, корней деревьев и поваленных стволов, рвов, холмов и пр., к которым могут быть добавлены искусственные преграды.
Первый велокросс был проведен во Франции в 1902. В 1924 прошли первые международные соревнования, а в 1950 году в Париже дебютировал чемпионат мира.
Велокросс как правило является осенним и зимним видом спорта, с сентября по февраль. Чемпионат мира проходит в конце января. Национальные чемпионаты Канады и США проводятся в ноябре и январе с небольшими количеством гонок на территории южных и западных штатов США, таких как Калифорния.
Возрастные категории для велосипедистов по правилам UCI в настоящее время определяются их возрастом на 1 января, который находится в середине международного сезона, то есть они конкурируют в той же категории, что и в следующем сезоне.